# Dimitrova Peak
Der Dimitrova Peak (englisch; bulgarisch връх Димитрова wrach Dimitrowa) ist ein 1500 m hoher und größtenteils vereister Berg in den Havre Mountains im Norden der Alexander-I.-Insel westlich der Antarktischen Halbinsel. Er ragt 5,7 km östlich des Mount Pontida, 7,62 km südsüdöstlich des Mount Newman und 21 km nordöstlich des Mount Holt auf. Seine steilen Südwesthänge sind teilweise unvereist. Das Russian Gap liegt nordöstlich und der Foreman-Gletscher südlich von ihm.
Britische Wissenschaftler kartierten ihn 1971. Die bulgarischen Geologen Christo Pimperew und Borislaw Kamenow besuchten ihn am 8. Januar 1988 gemeinsam mit Philip Nell und Peter Marquis vom British Antarctic Survey. Die bulgarische Kommission für Antarktische Geographische Namen benannte ihn 2017 nach der bulgarischen Opernsängerin Gena Dimitrowa (1941–2005).